# Kymco Vitality
Kymco Vitality – skuter produkowany przez tajwańską firmę Kymco. Sylwetka skutera nawiązuje do sportowego modelu Kymco Super 9. Sama firma przyznaje, że Vitality jest uboższa wersją Kymco Super 9. Jest to typowo miejski skuter o lekkim zacięciu sportowym. Występuje on w dwóch wersjach silnikowych, 2T oraz 4T. W Europie, w tym również w Polsce skuter występuje tylko w wersji silnikowej 2T. Cechy charakterystyczne, które wyróżniają ten model na drodze, to między innymi duża tylna lampa, która imituje diody LED (w rzeczywistości jest to 1 żarówka) i spora kanapa. Dodatkowym plusem w skuterze jest zegarek elektroniczny, który jest zasilany z osobnego źródła energii – bateria. Skuter występuje w 4 wersjach kolorystycznych: niebieski, srebrny, czerwony oraz edycja RS w kolorze białym.

## Dane techniczne
| Model silnika:        | 2suw                 | 4suw                 |
| --------------------- | -------------------- | -------------------- |
| Pojemność             | 49,5 cm³             | 49,5 cm³             |
| Skok tłoka(mm)        | 39x41,4              | 39x41,4              |
| Stopień sprężania     | 7,2                  | 11,0                 |
| Zapłon                | C.D.I.               | C.D.I.               |
| Moc/obr.              | 5,7 KM/7000 obr./min | 3,5 KM/7500 obr./min |
| Maks. moment obrotowy | 4,5 Nm/6000 obr./min | 3,3 Nm/6700 obr./min |
| Wolne obroty silnika  | 1850 obr./min        | 2000 obr./min        |
| Sposób chłodzenia     | powietrze            | powietrze            |
| V-max bez blokad      | 80 km/h              | 70 km/h              |